# Ohio Dominican University
La Ohio Dominican University è un'università privata di indirizzo cattolico con sede a Columbus, nello stato americano dell'Ohio.
Le origini dell'università si ricollegano con quelle del College of St. Mary of the Springs, aperto nel 1911 dalle suore domenicane della Congregazione della Beata Vergine delle Fonti. Sorta come istituzione esclusivamente femminile, iniziò ad ammettere studenti di sesso maschile nel 1964. Prese il nome di Ohio Dominican University nel 2002.